# Augsburg-Bergheim (Stadtbezirk)
Augsburg-Bergheim ist der 42. Stadtbezirk der bayerischen Großstadt Augsburg und der einzige Teil des gleichnamigen Planungsraumes Bergheim. Am 31. Dezember 2013 lebten in dem etwa 22 km² großen Bezirk rund 2.600 Menschen. Damit ist Bergheim der am dünnsten besiedelte Stadtbezirk Augsburgs.

## Geographie
Der Bezirk Bergheim besteht aus fünf Teilen: Dem Hauptort selbst sowie dem Weiler Bannacker (im Südwesten an der Gemeindegrenze zu Bobingen), der Siedlung Neubergheim (nordöstlich des Hauptortes), dem Weilern Radegundis (im Nordwesten an der Gemeindegrenze zu Stadtbergen) und Wellenburg (Ort und Schloss Wellenburg, zwischen Hauptort und Radegundis). Das etwa 22 km² große Gebiet befindet sich im Südwesten von Augsburg.

### Gewässer
Der Diebelbach, ein Grundwassergraben mit geringem Gefälle meist nur geringer Wasserführung, durchfließt die Gemarkung Bergheim von Gut Bannacker im Südwesten bis zur Brandsiedlung im Nordosten und mündet dort in die Wertach. 
Zwischen den Ortsteilen Bergheim und Neubergheim befindet sich der Bergheimer Baggersee.

### Angrenzende Gebiete
Im Osten wird die Gemarkung Bergheim von der Wertach und den Augsburger Ortsteilen Inningen und Göggingen begrenzt. Im Norden schließt sich das Gemeindegebiet von Stadtbergen (OT Leitershofen) an. 
Die südliche Grenze bildet das Gebiet der Stadt Bobingen, während im Westen der Naturpark westliche Wälder anschließt.

## Demographie
Der 42. Stadtbezirk hatte am 31. Dezember 2013 rund 2.608 Einwohner mit Haupt- und Nebenwohnsitz, von denen zu diesem Zeitpunkt 77 einen ausländischen Pass hatten – das entspricht einem Ausländeranteil von 2,95 Prozent. Damit hat Bergheim den niedrigsten Ausländeranteil von ganz Augsburg. Zum selben Zeitpunkt waren 50,84 Prozent der Bewohner des Stadtbezirks Frauen – 1.326 Personen.
Bergheim ist – wie viele eher dörfliche Regionen – insgesamt überaltert: Am 1. Januar 2006 bildete die Gruppe der über 40- bis unter 65-Jährigen mit 1.037 Personen den größten Anteil an der Alterspyramide – fast 40 Prozent. Die Gruppe der 20- bis 40-Jährigen folgt mit 527 Personen auf dem zweiten Rang.